# George Batchelor
George Batchelor (anglès: George Keith Batchelor)  (Melbourne, 8 de març de 1920 - Cambridge, 30 de març de 2000) FRS fou un matemàtic aplicat que també es dedicà a la dinàmica de fluids. Durant molts anys, fou professor de matemàtiques aplicades a la Universitat de Cambridge, i va ser el fundador del Departament de Matemàtiques Aplicades i Física Teòrica (DAMTP, de l'anglès). El 1956 va fundar el Journal of Fluid Mechanics que edità durant uns 40 anys. Abans de Cambridge, estudià a la Melbourne High School.
Com a matemàtic aplicat (i co-treballador a Cambridge amb Geoffrey Ingram Taylor durant 40 anys en el camp de fluxos turbulents), va ser defensor de la necessitat d'entendre la física i una base experimental de so.
El seu llibre An Introduction to Fluid Dynamics (CUP, 1967) encara es considera un clàssic en la matèria, i s'ha reeditat a la sèrie de Cambridge Mathematical Library, a causa de la demanda actual. Poc típic d'un llibre de text elemental d'aquella era, presentava un tractament en què s'emfatitzaven les propietats d'un fluid viscós real. Va ser elegit Membre Honorari Estrange de l'Acadèmia Americana de les Arts i les Ciències el 1959.
El premi més prestigiós per la recerca en mecànica de fluids, el Premi Batchelor, s'anomena en honor seu i es dona cada quatre anys a la trobada del Congrés Internacional sobre Mecànica Teòria i Aplicada.